# Mięsień prosty górny

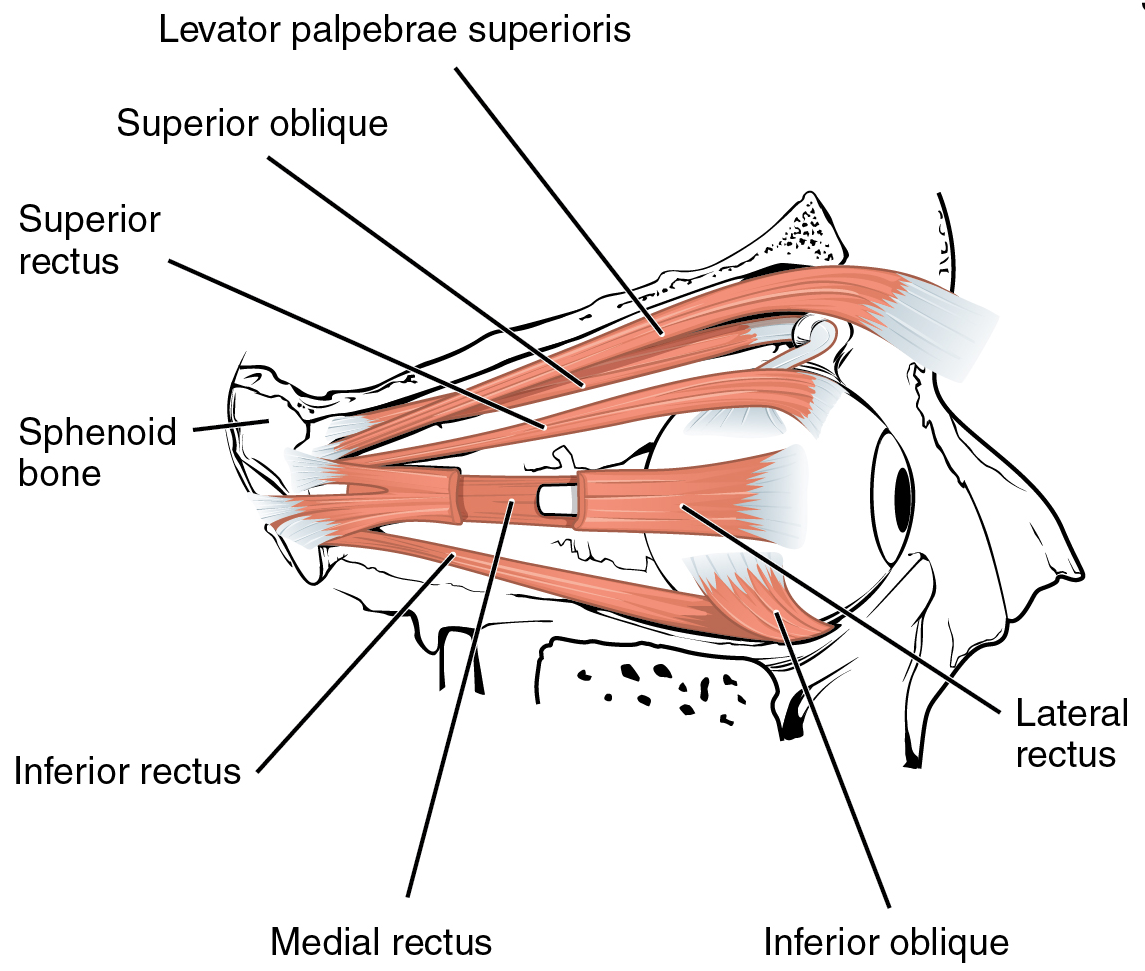
Mięśnie otaczające gałkę oczną (prawe oko). Mięsień prosty górny podpisany Superior rectus.

Mięsień prosty górny (łac. musculus rectus superior) – w anatomii człowieka jeden z mięśni zewnętrznych gałki ocznej. Rozpoczyna się w odcinku górnym pierścienia ścięgnistego wspólnego, powyżej kanału wzrokowego, po czym biegnie pod mięśniem dźwigaczem powieki górnej, a następnie przyczepia się skośnie do twardówki przed równikiem gałki ocznej, 7,7 mm od rogówki.
Mięsień prosty górny unerwiony jest przez gałąź górną nerwu okoruchowego, a unaczyniony przez gałęzie mięśniowe tętnicy ocznej.
Podnosi gałkę oczną, przywodzi ją i obraca do wewnątrz.